# سيمون لاسي (مهندس)
سيمون لاسي (بالإنجليزية: Simon Lacey)‏ هو مهندس بريطاني، ولد في 9 يونيو 1971.